# Nick Proschwitz
Nick Proschwitz (Weißenfels, 28 november 1986) is een Duits voetballer die als aanvaller speelt.
Proschwitz speelde in de tweede teams van verschillende Duitse clubs maar wist niet door te breken in een eerste elftal. Dat lukte vanaf 2009 wel in de Zwitserse competitie bij FC Vaduz (topscorer Challenge League met 23 doelpunten) en FC Thun. Hij werd medio 2011 door FC Luzern aangetrokken maar ging nog voor de start van de competitie naar SC Paderborn 07 waar hij met 17 doelpunten in 33 wedstrijden een succesvol seizoen kende en als gedeeld topscorer van de 2. Bundesliga eindigde. Hierna stond Proschwitz in Engeland onder contract bij Hull City FC en Brentford FC maar hij werd door beide clubs verhuurd. In 2015 keerde Proschwitz terug bij Paderborn waar hij begin 2016 op staande voet ontslagen werd na een exhibitionistische actie jegens een medewerkster van de organisatie van het trainingskamp in Turkije. Hierna vond Proschwitz in Sint-Truidense VV een nieuwe club. Op 4 september 2017 ondertekende hij een eenjarig contract bij Sparta Rotterdam met een optie op nog een seizoen. Met Sparta degradeerde hij in 2018 uit de Eredivisie. Hij vervolgde zijn loopbaan bij SV Meppen in de 3. Liga. Medio 2019 ging Proschwitz naar Eintracht Braunschweig.